# Pan-pan
A mensagem de radiotelefonia Pan-pan é um sinal de urgência padrão internacional que alguém a bordo de uma embarcação, aeronave ou outro veículo utiliza para declarar que precisa de ajuda, e que a situação é urgente, mas que, ao menos naquele momento, não representa perigo imediato à vida de alguém a bordo, à embarcação, ou à aeronave. 
Normalmente, a situação é considerada "de urgência", se distinguindo de uma chamada mayday, caso em que há perigo iminente à vida ou à viabilidade da continuação da viagem com a aeronave ou embarcação. Transmitir o sinal "pan-pan" pelo rádio informa aos potenciais membros de uma equipe de resgate, incluindo serviços de emergência e outras aeronaves ou embarcações na área, que um problema urgente existe, enquanto que transmitir "mayday" solicita que quaisquer outras atividades sejam imediatamente abandonadas, para iniciar um resgate.

## Origem
Apesar de haver uma sigla em inglês para Pan ("possible assistance needed"), o termo pan-pan deriva da palavra francesa "panne", que significa "defeito", "quebra" ou ‘pane". Realizar um pedido de socorro repetindo o termo três vezes — "Pan-Pan, Pan-Pan, Pan-Pan" — serve para comunicar um problema urgente, ou seja, que não acarreta uma ameaça de perda imediata de vidas. No caso de embarcações, pode ser usado para alertar que um barco à deriva está próximo atingir rochas, por exemplo, enquanto que no caso de aeronaves, um piloto amador pode ter ficado perdido, por exemplo, ou um piloto de linha aérea comercial pode ter passado por uma falha em sistema que não impacta imediatamente o voo, mas que requer pouso no aeroporto mais próximo. 
Um chamado de socorro ‘Pan-Pan’ pode ser atualizado para um chamado ‘Mayday' caso a situação original piore e vidas sejam colocadas em perigo.

## Usos
O modo correto de se fazer a sinalização é repetindo-se "pan-pan" três vezes seguidas, juntamente com a identificação da aeronave ou embarcação, sua localização, a natureza do problema e o tipo de auxílio requerido. A representação exata de PAN em código Morse é o sinal de urgência XXX ( ▄▄▄ ▄ ▄ ▄▄▄  ▄▄▄ ▄ ▄ ▄▄▄  ▄▄▄ ▄ ▄ ▄▄▄ ), que foi definido pela International Radiotelegraph Convention, de 1927.

### Transporte médico
A frase "PAN-PAN MEDICAL" (Pan-Pan médico) é reservada para o anúncio de transporte médico. 

### Aconselhamento médico
Um caso especial de utilização da sinalização "pan-pan" é solicitar aconselhamento médico. Esta é uma chamada "pan-pan" normal, que inclui uma frase como "solicito aconselhamento médico" e a identificação da embarcação, ou da aeronave. sua posição e a natureza do problema médico. Seu uso não deve ser confundido com o do termo  "PAN-PAN MEDICAL", que é reservado exclusivamente para transportes médicos.
Este tipo de chamada é específica para obter a opinião de um profissional para um problema médico que, na opinião da pessoa responsável pelo comando da embarcação ou aeronave, não parece causar ameaça à vida. A frase "pan-pan medico" aparece em alguns livros de referência antigos, mas não é uma utilização correta.
Uma vez estabelecido contato, um médico ou outro especialista em medicina, quer em solo ou em outra aeronave ou embarcação, tipicamente pede ao operador de rádio para detalhar os sintomas e o histórico da condição, e fornecer, se disponível, qualquer histórico médico do paciente. O profissional então geralmente recomenda tratamentos de primeiros socorros e fornece outras recomendações baseadas na disponibilidade de recursos a bordo. Em alguns casos, a questão médica pode ser considerada urgente o suficiente para escalar a chamada "pan-pan" para uma chamada "mayday", para que haja intervenção imediata de uma equipe de resgate, se possível.